# Stevie Lynn Jones
Stevie Lynn Jones (ur. 22 października 1995 w Los Angeles) – amerykańska aktorka, która wystąpiła m.in. w filmie Plemiona Palos Verdes i serialu Stan kryzysowy.

## Filmografia

### Filmy
| Rok  | Tytuł                    | Rola            | Uwagi       |
| ---- | ------------------------ | --------------- | ----------- |
| 2012 | Battle Force             | Isabelle Dickie |             |
| 2012 | Ho Ho Ho!                | Zoe             | krótkometr. |
| 2014 | A Teenage Drama          | Emily           | krótkometr. |
| 2014 | Young Americans          | Mercedes Harper | krótkometr. |
| 2017 | Something in the Night   | Laura           | krótkometr. |
| 2017 | Plemiona Palos Verdes    | Heather         |             |
| 2017 | The Angry River          | Lera            | krótkometr. |
| 2018 | Wake the Riderless Horse | Stacey          | krótkometr. |
| 2019 | Gaslit                   | Hannah          |             |
| 2020 | Evil Takes Root          | Sarah Noles     |             |
| 2021 | No Good Deed             | Kate            | krótkometr. |

### Telewizja
| Rok  | Tytuł                              | Rola            | Uwagi      |
| ---- | ---------------------------------- | --------------- | ---------- |
| 2012 | The Gamblers - The Ledge           | Kayla           | miniserial |
| 2012 | Rogue                              | Kayla Lake      | film TV    |
| 2012 | Runaways                           | Anne Abernathy  |            |
| 2014 | Stan kryzysowy                     | Beth Ann Gibson | 13 odc.    |
| 2014 | Unforgettable: Zapisane w pamięci  | Kendall Wilson  | 1 odc.     |
| 2014 | Prawo i porządek: sekcja specjalna | Tensley Evans   | 1 odc.     |
| 2015 | Kości                              | Anissa Green    | 1 odc.     |
| 2016 | Krzyk                              | Anna Hobbs      | 1 odc.     |
| 2017 | Zabójcze umysły                    | Bethany Adams   | 1 odc.     |
| 2019 | Lekkie jak piórko                  | Bailey          | 2 odc.     |
| 2019 | Nancy Drew                         | Laura Tandy     | 5 odc.     |
| 2021 | CSI: Vegas                         | Christy         | 1 odc.     |
| 2022 | Królestwo zwierząt                 | Penny           | 9 odc.     |